# Královský palác v Bruselu
Královský palác v Bruselu (nizozemsky Koninklijk Paleis van Brussel, francouzsky Palais Royal de Bruxelles) je novobarokní stavba se na mírném návrší Coudenberg v belgickém hlavním městě Bruselu.
Palác je oficiálním sídlem belgického krále, ale královská rodina většinu času sídlí v zámku Laeken. 

## Popis a poloha

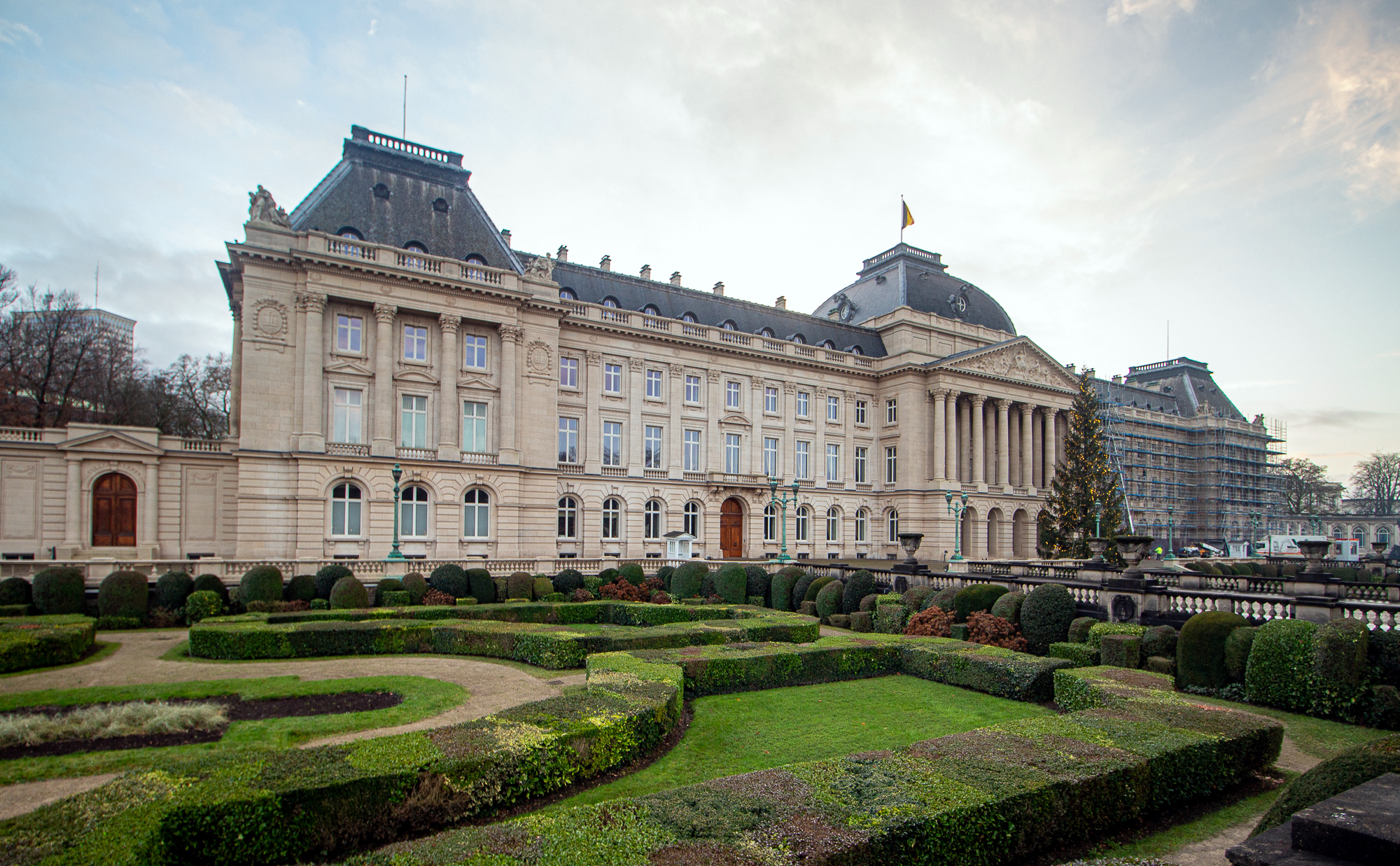
Královský palác od Palácového náměstí

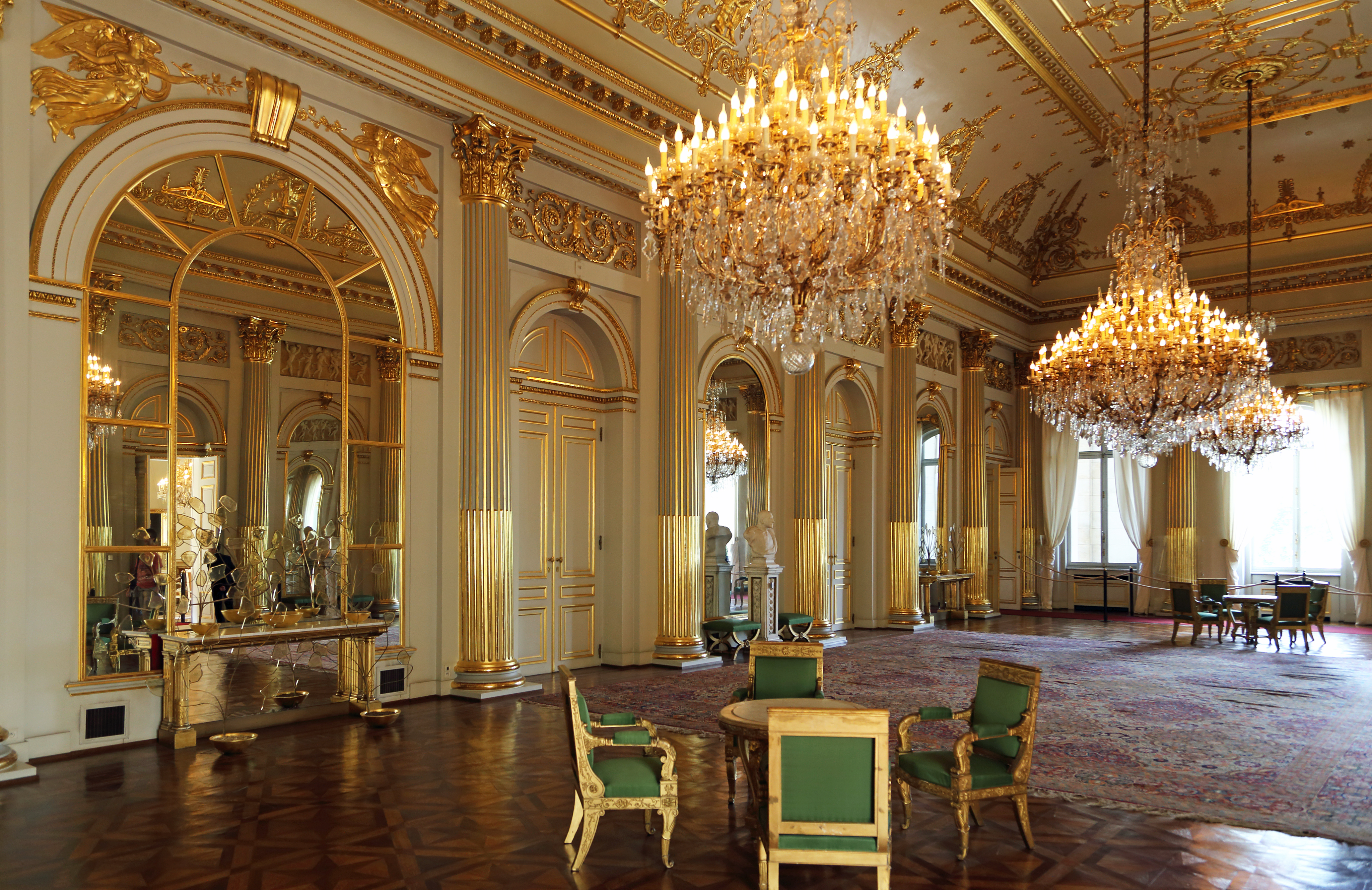
Interiér Královského paláce

Palác sousedí s Bruselským parkem, jejž odděluje je Palácové náměstí (Paleizenplein/Place des Palais). 
Rozsáhlý peristyl způsobuje, že fasáda paláce je rozsáhlejší než fasáda Buckinghamského paláce v Londýně, podlahová plocha však dvakrát menší. 

## Historie
Stavební historie místa sahá do 11. století, avšak požár z 3. února 1731 zničil téměř vše, co zde stálo. Jádro dnešního paláce pochází z konce 18. století (výstavba začala v roce 1783), současná podoba stavby pochází především z rekonstrukce z počátku 20. století, kterou objednal král Leopold II. Výstavba skončila v roce 1934. 
Na sochařské výzdobě se podílel François Rude. Král v paláci v současnosti přijímá velvyslance a na Nový rok pořádá banket pro zástupce NATO a EU.